# 프로그네르 공원

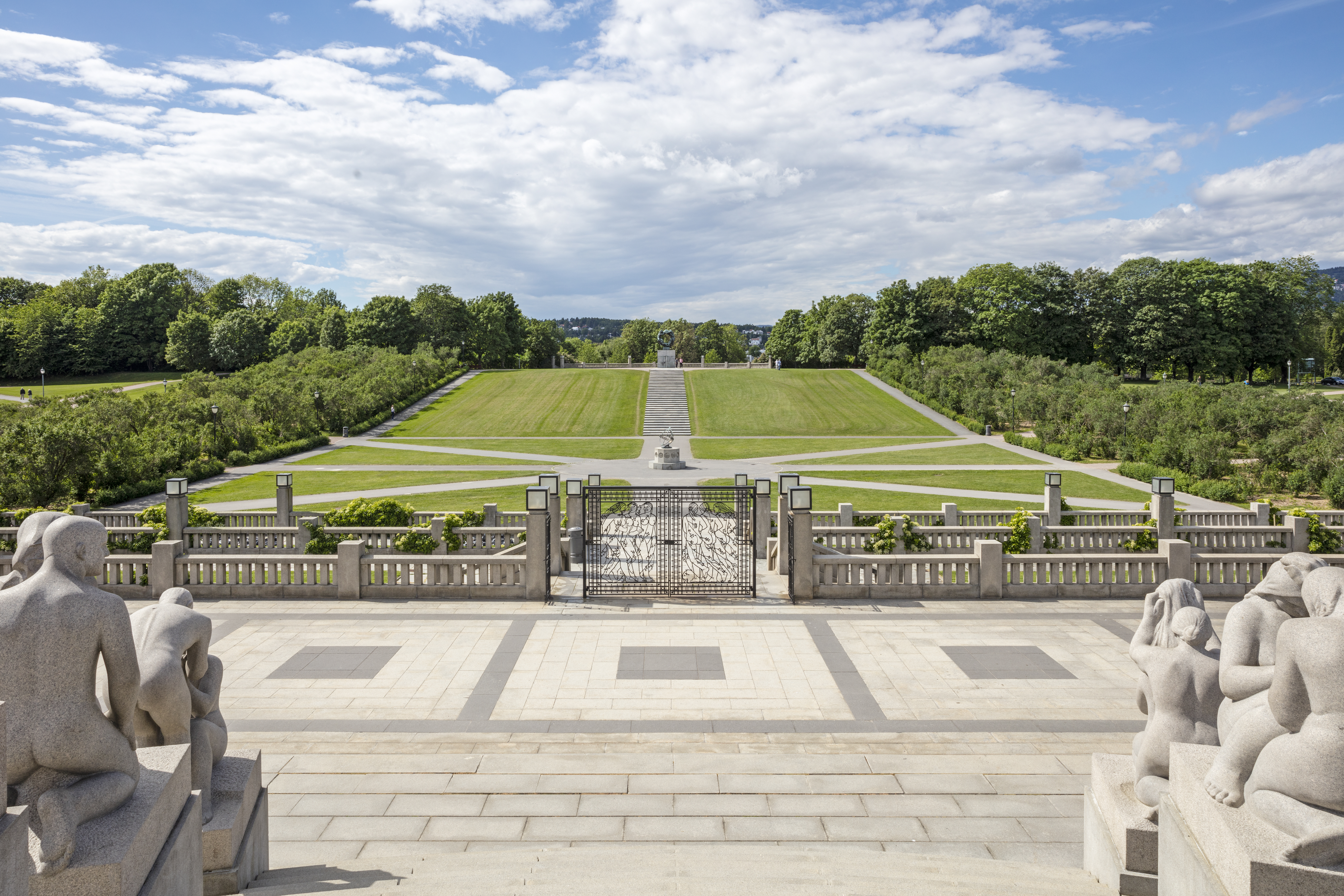

프로그네르 공원(Frognerparken)은 노르웨이 오슬로의 프로그네르에 위치한 공립 공원으로, 프로그네르 저택의 역사적 장소의 일부이다.

## 비겔란 조각 공원
비겔란 조각 공원(Vigelandsanlegget)은 프로그네르 공원의 중심부에 위치해 있다. 노르웨이의 조각가, 비겔란(Vigeland, Adolf Gustav)이 1915년부터 오슬로 시의 지원으로 지은 세계 최대의 조각원이다. 비겔란은 사람의 일생과 갖가지 희비를 수백 개의 청동과 화강암의 조각들로 나타내려고 했으나, 완성은 하지 못하고 죽었다.총면적 32만 3,700m2에 인간의 탄생에서 죽음까지의 모든 삶의 모습과 감정 등이 조각으로 표현되어 있는데, 높이 17m의 하나의 화강암으로 조각한 121명의 인간 군상인 모노리트는 서로 위로 올라가려는 인간의 모습을 표현한 것으로 20년에 걸쳐 완성한 걸작이다. 인간의 본성을 나타내는 조각으로 공원에서 가장 명물로 꼽히고 있다.